# Zbrodnie w Hleszczawie i Stadnicy
Zbrodnie w Hleszczawie i Stadnicy – zabójstwa popełnione w latach 1944–1945 przez oddziały UPA na polskich mieszkańcach wsi Hleszczawa oraz chutoru Stadnica, położonych w dawnym powiecie trembowelskim województwa tarnopolskiego, w tym zbrodnia z 8-9 lutego 1945 roku, gdy zabito 56-57 mieszkańców obu miejscowości.

## Tło wydarzeń
Przed II wojną światową Hleszczawa liczyła 2100 mieszkańców, z czego ponad 2/3 Ukraińców. Polaków było około 600. W chutorze Stadnica, administracyjnie należącym do Hleszczawy, żyło 20 rodzin polskich oraz 8 mieszanych polsko-ukraińskich. Według wspomnień zgromadzonych przez Stowarzyszenie Upamiętniania Ofiar Zbrodni Ukraińskich Nacjonalistów we Wrocławiu podczas okupacji niemieckiej Hleszczawa była silnym lokalnym ośrodkiem OUN wspomaganej przez policjantów z miejscowego posterunku Ukraińskiej Policji Pomocniczej.

## Przebieg zbrodni
13 marca 1944 roku oddział UPA dokonał ataku na plebanię w Hleszczawie i kilka sąsiednich polskich zagród. Zginęło 15 osób, przeżył ranny ks.  Kazimierz Białowąs, który ewakuował się po tym zdarzeniu do Trembowli. Drugi podobny atak w Hleszczawie wydarzył się 8 października 1944, gdy zabito 24 Polaków.
Według relacji świadka do lutego 1945 roku nie dokonywano zbrodni na polskich mieszkańcach Stadnicy, jednak wielokrotnie ich zagrody były nachodzone i plądrowane przez bojówki banderowskie. Z tego powodu Polacy starali się nocować w przygotowanych kryjówkach albo u Ukraińców z mieszanych rodzin. Podczas jednego z takich napadów podpalono stodołę, co ściągnęło do chutoru niemieckie wojsko (był to rejon walk frontowych wiosną 1944 roku), które zabiło kilku banderowców.
Po ponownym zajęciu tych ziem przez Armię Czerwoną polskich mężczyzn zaczęto powoływać do Wojska Polskiego. W Hleszczawie i Stadnicy pozostały głównie kobiety, dzieci i mężczyźni niezdolni do służby wojskowej.  Część tych osób w obawie o życie przeniosła się do miejscowości uznawanych za bardziej bezpieczne.

### Zbrodnia z 8–9 lutego 1945
8 lutego 1945 roku około 100-osobowy oddział UPA, według danych z sowieckiego śledztwa, uprowadził z Hleszczawy i zabił 36–37 Polaków. Następnie o godzinie drugiej 9 lutego oddział ten przeniósł  się do Stadnicy, gdzie przebywał 12 godzin. W tym czasie w chutorze dokonano przeszukania domów, w wyniku czego ujęto 20 Polaków. Większość z tych osób zostało zarąbanych siekierami a ich ciała wrzucono do studni, które zawalono kamieniami. Naocznym świadkiem zbrodni była Polka (Józefa Bagińska), która przebywała w ukryciu na strychu jednego z domów. O godzinie 14. oddział odjechał w kierunku wsi Peremiłów porywając kilka osób, które później także zabito.
Łącznie podczas tych dwóch dni UPA zabiła według różnych źródeł 56 lub 57 osób z Hleszczawy i Stadnicy.

### Śledztwo NKWD
12 lutego 1945 do Stadnicy przybyła grupa operacyjna NKWD, która ze studni wydobyła 15 ciał. W toku śledztwa NKWD ustaliło, że zbrodnią kierował rejonowy prowidnyk Stepan Sameć z Hleszczawy. 14 lutego 1945 trzy kompanie NKWD dokonały pacyfikacji Hleszczawy. Według dokumentów sowieckich w wyniku 3-godzinnej walki zabito 37 osób a 5 wzięto do niewoli.
Ofiary wydobyte ze studzien w Stadnicy zostały pochowane w zbiorowej mogile na cmentarzu w Hleszczawie.
Lista wszystkich ofiar zbrodni ukraińskich nacjonalistów z obu miejscowości, dokonanych w różnym czasie, zawiera 123 osoby, z czego 122 znane z nazwiska.